# Список глав государств в 166 году
Список глав государств в 165 году — 166 год — Список глав государств в 167 году — Список глав государств по годам

## Африка
- Мероитское царство (Куш) — Тарекенивал, царь (165 — 170)

## Азия
- Армения Великая — Сохэмос, царь (144 — 161, 164 — 186)
- Иберия — Фарсман III, царь (135 — 185)
- Китай (Династия Восточная Хань) — Хуань-ди (Лю Чжи), император (146 — 168)
- Корея (Период Трех государств):
  - Когурё — Синтхэ, тхэван (165 — 179)
  - Пэкче:
    - Кэру, король (128 — 166)
    - Чхого, король (166 — 214)

  - Силла — Адалла, исагым (154 — 184)
- Кушанское царство — Хувишка I, великий император  (155 — 187)
- Осроена — Ману VIII, царь (139 — 163, 165 — 167)
- Парфия — Вологез III, шах (147 — 191)
- Сатавахана — Шива Шри Васиштхипутра Сатакарни, махараджа  (164 — 171)
- Хунну — Цзюйцзюйр, шаньюй (147 — 172)
- Япония — Сэйму, тэнно (император) (131 — 191)

## Европа
- Боспорское царство — Евпатор, царь  (154 — 174)
- Ирландия — Арт Оэнфер, верховный король (165 — 195)
- Римская империя:
  - Марк Аврелий, римский император (161 — 180)
  - Луций Вер, римский император (161 — 169)
  - Квинт Сервилий Пудент, консул (166)
  - Луций Фуфидий Поллион, консул (166)

## Галерея
- Марк Аврелий 
 161—180 
 Император Римской империи
- Хувишка I 
 155—187 
 Царь (Великий император) Кушанского царства
- Сэйму 
 131—191 
 Император Японии